# Sang-dragon

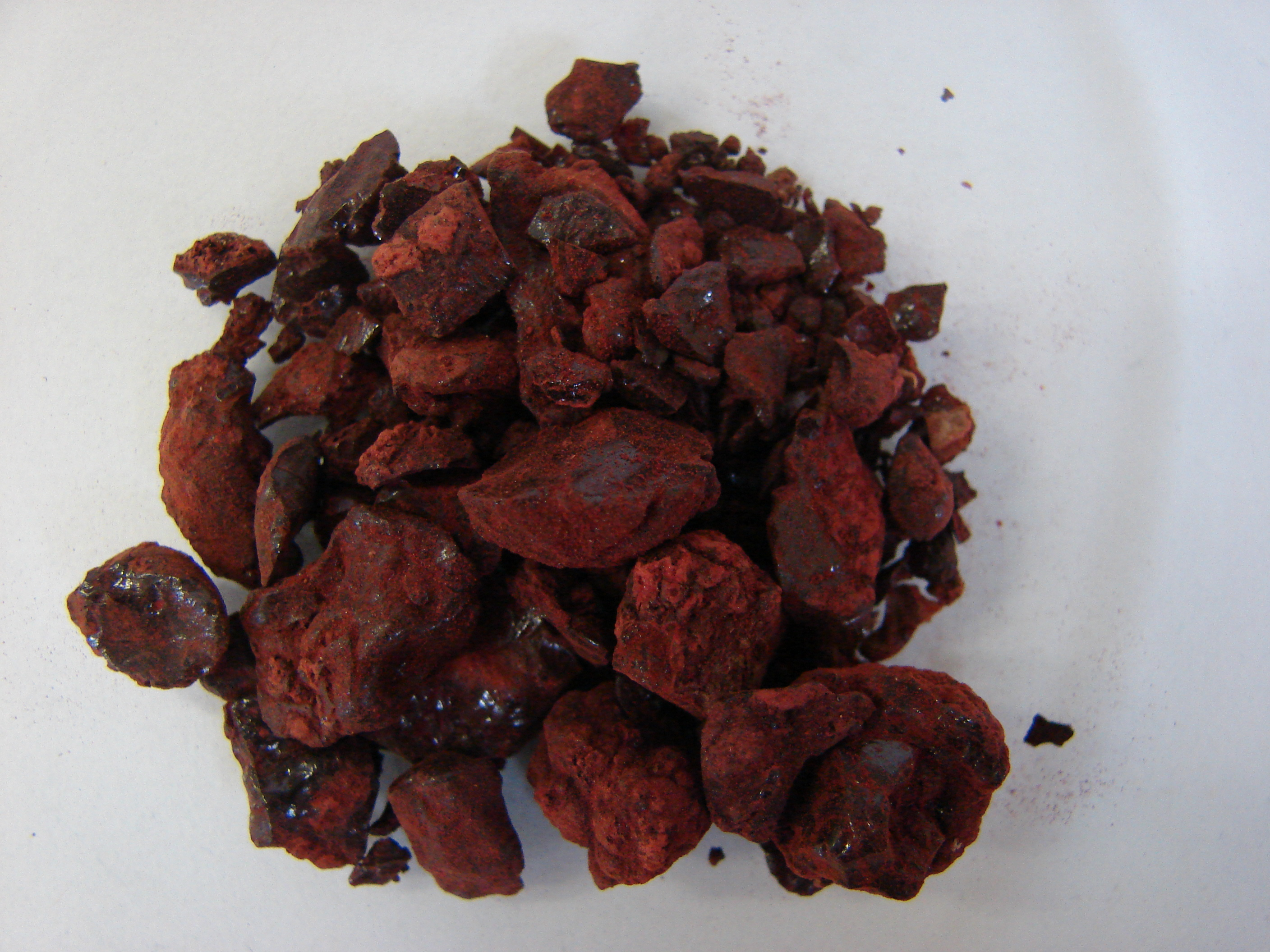
Sang de dragon (sanguis draconis) tiré du Dracaena cinnabari

Le sang-dragon ou sang-de-dragon est une substance résineuse rougeâtre produite par diverses espèces végétales, utilisée depuis l'Antiquité gréco-romaine comme matière médicale et comme substance colorante. Son usage se répand avec l'extension de la pharmacologie européenne, arabe et même chinoise, à une grande partie du monde, pendant presque deux millénaires. 
Dans l'Antiquité, cette matière médicale est tirée d'arbres monocotylédones du genre Dracaena qui en réaction à une blessure produisent une résine phénolique capable d'endiguer la propagation des pathogènes. Les pharmacologues de l'Antiquité comme Dioscoride, utilisaient les propriétés de ces résines, qu'ils nommaient « sang de dragon », comme antihémorragique et antibactérien, pour traiter les plaies. La connaissance des propriétés astringentes et antihémorragiques du sang-de-dragon se transmit tant bien que mal jusqu'à la Renaissance mais le remède était rare et cher.
À partir du XVe siècle, les grandes explorations maritimes européennes furent en grande partie guidées par le désir de trouver des épices et des remèdes meilleur marché. L'exploration de ces nouvelles terres fournit de nouvelles substances de couleur rouge sang et ayant des propriétés antihémorragiques qui furent qualifiées de sang-de-dragon. 
- Après avoir conquis les îles Canaries (fin du XVe siècle), les Espagnols mettent en exploitation les dragonniers Dracaena draco, afin de produire une résine exportable vers l'Europe. Celle-ci, obtenue en incisant le tronc de l'arbre, est largement commercialisée grâce aux nouvelles voies de communications maritimes ouvertes par les Portugais et les Espagnols. Rapidement cette source s'épuise et au XIXe siècle, elle est complètement tarie.
- La conquête des empires amérindiens par les Espagnols permet l'exportation d'or et d'argent mais aussi de produits nouveaux comme   le gaïac, le chocolat, le tabac et l' ezquahuitl, « arbre du sang » en nahuatl (Croton draco, une Euphorbiaceae), que le médecin naturaliste Francisco Hernández (1514-1587) rapportera au sang-de-dragon de Dioscoride. Une autre Euphorbiaceae, le Croton lechleri[3] et une Fabaceae, le Pterocarpus officinalis seront assimilés à une source de sang-de-dragon[4].
- Aux XVe – XVIe siècles, les navires portugais ouvraient la voie maritime des Indes orientales. Le botaniste germano-néerlandais Rumphius (1627-1702) installé dans une île d'Indonésie, décrit un palmier, nommé rottang djerenang en malais, dont les indigènes extraient une résine des fruits, qui était envoyée en Chine par les commerçants chinois. Comme Hernandez, Rumphius ramène ce produit au sang-de-dragon de Dioscoride. L'identification botanique du palmier se fit au XIXe siècle sous le nom de Daemonorops draco.

La réappropriation des remèdes traditionnels américains et asiatiques par la pharmacopée dioscorido-galénique sera finalement freinée par les profondes mutations de la médecine aux XVIIIe – XIXe siècles. Les avancées de l'analyse chimique et de la physiologie vont peu à peu faire disparaître la prescription de plantes médicinales par la médecine scientifique moderne. Les pharmaciens qui procèdent à l'analyse chimique de la matière médicale s'aperçoivent que les sang-dragon extrait des Pterocarpus sont riches en tanin, tout comme les kino, le cachou ou la racine de tormentille. Le développement de la chimie permettra alors de passer de la matière médicale au principe actif, du quinquina à la quinine, de la digitale à la digitaline, de l'opium à la morphine ou de l'écorce de saule à l'acide salicylique. 
La longue histoire du sang-dragon est traversée par deux phénomènes majeurs de l'époque moderne : les grandes découvertes et le développement des sciences. L'exploration intensive de la Terre offre de nouvelles ressources aux anciens remèdes de l'Antiquité et permet de sauver momentanément certains d'entre-eux d'une disparition inéluctable et dans le même temps les progrès de la physiologie et de la chimie, chamboulent complètement la pharmacologie et la médecine galénique, rendant obsolètes les anciens traitements de la « médecine traditionnelle européenne ».

## Histoire

### Antiquité gréco-romaine
La pharmacopée gréco-latine utilisait des substances rouge sang. La couleur rouge s'est imposée dans l'Antiquité gréco-romaine parce qu'elle renvoie au sang et au feu. Des substances d'origine minérale (comme le cinabre), végétales (comme la résine de dragonnier ou la garance) ou animale (comme la cochenille) fournissaient des pigments colorés rouges et des matières médicales.
Bien que nous disposions de sources textuelles anciennes assez abondantes, leur interprétation doit être faite avec précaution car les termes ont acquis de nouvelles acceptions au cours du temps. L'introduction du terme sang-de-dragon dans la pharmacopée européenne remonte au Grec du Ier siècle Dioscoride, auteur d'un ouvrage de référence (surtout connu sous son nom latin De materia medica) qui a été la principale source de connaissances en matière de remèdes de nature végétale, animale ou minérale, durant les 1 500 ans qui ont précédé le développement des sciences biologiques et chimiques modernes. La notice qu'il consacre au sujet, porte sur le kinnabari (κιννάβαρι), terme pouvant prêter à confusion.
Dans son livre Des Pierres, le naturaliste grec Théophraste (-371, -288) avait décrit sans ambiguïté une espèce minérale composée de sulfure de mercure HgS, le cinabre, sous le nom de κιννάβαρι (kinnabari). Plus tard, Galien (+129, +216) continuera à désigner dans ses écrits pharmacologiques le cinabre par κιννάβαρι.
Au premier siècle, un changement terminologique s'opère avec Dioscoride et Pline. Ils désignent maintenant l'espèce minérale composée de HgS (le cinabre) par minium (ou en grec μίνιον minion) alors que le terme grec de κιννάβαρι kinnabari (et sa forme latine cinnabaris) désigne une résine rouge d'arbre aux propriétés pharmacologiques intéressantes. Dioscoride n'est toutefois pas très explicite à ce sujet:

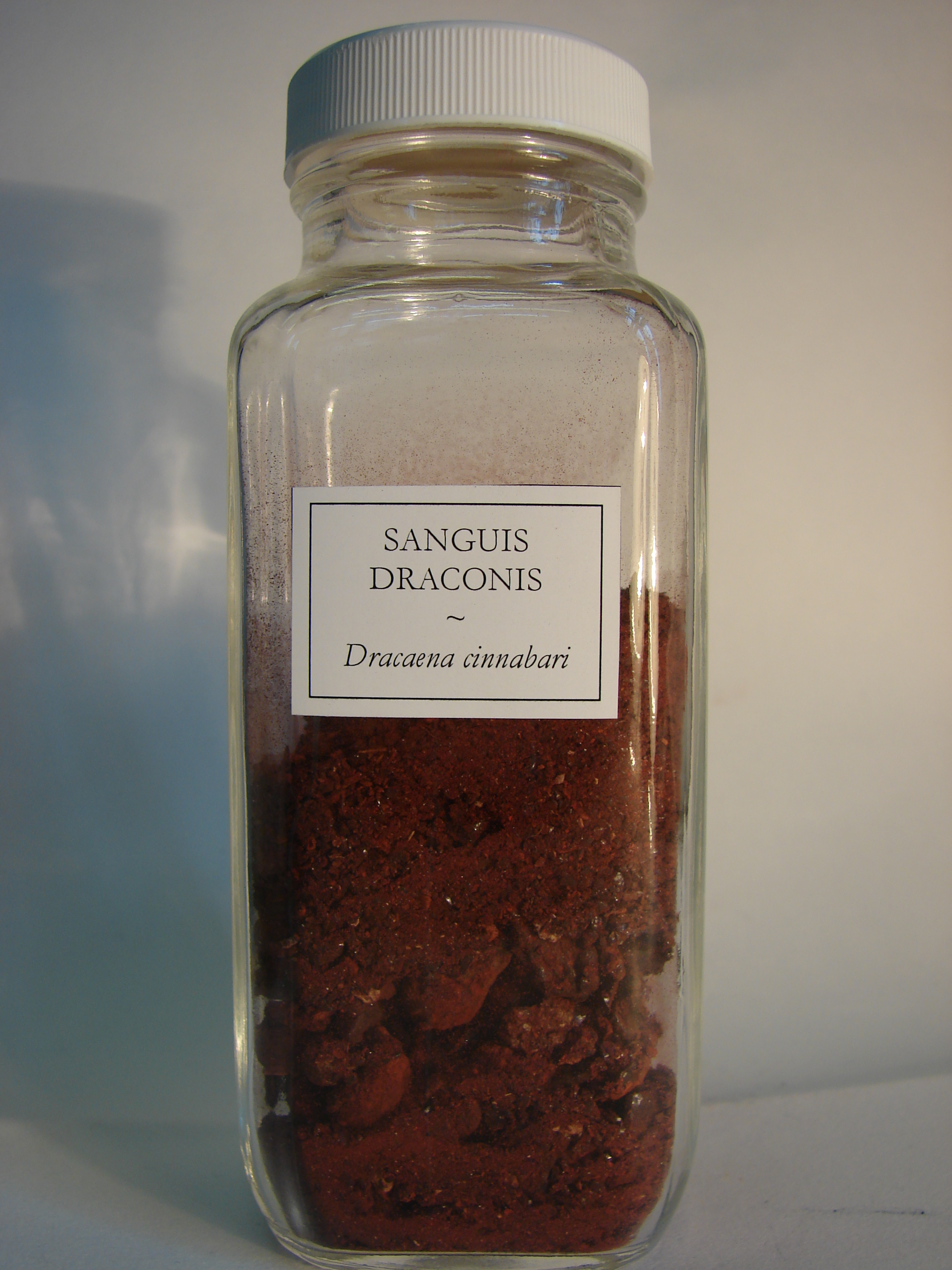
Flacon de sang de dragon du Dragonnier de Socotra

| Certains se trompent en pensant que le kinnabari est identique à ce qu'on appelle minium [cinabre]... Quant au kinnabari [κινναβαρι], il est importé de Libye, se vend à prix d'or et est si rare qu'il permet à peine aux peintres de varier les contours. Il a une couleur profonde, ce qui fait que certains voient en lui du sang-dragon [αἷμα δρακόντιον]. Le kinnabari a les mêmes propriétés que l'hématite - il est particulièrement indiqué pour les remèdes ophtalmiques - à ceci près qu'il agit puissamment ; car il est plus astringent, d'où vient aussi qu'il arrête le sang et traite brûlures et éruptions cutanées lorsqu'il est mélangé à un onguent. (Matière médicale V, 94, trad. Trinquier) |
Un ouvrage grec anonyme du premier siècle, Périple de la mer Érythrée indique que le « kinnabari indien » est produit sur l'île de Socotra, d'où il provient sous forme de « larmes », ce qui oriente vers la résine du dragonnier de Socotra.
Pour Jean Trinquier, le kinnabari peut renvoyer à la résine du dragonnier de Socotra, du dragonnier des Canaries ou du rotang (le palmier sang-dragon d'Asie du Sud-Est). Les kinnabari indiens de Socotra (mentionnés par le Périple) et les kinnabari libyens (rapportés par Dioscoride) pourraient avoir d'abord été mentionnés dans les Libyka du roi Juba II de Maurétanie, puis via Sextius Niger, repris partiellement par Dioscoride et Pline.

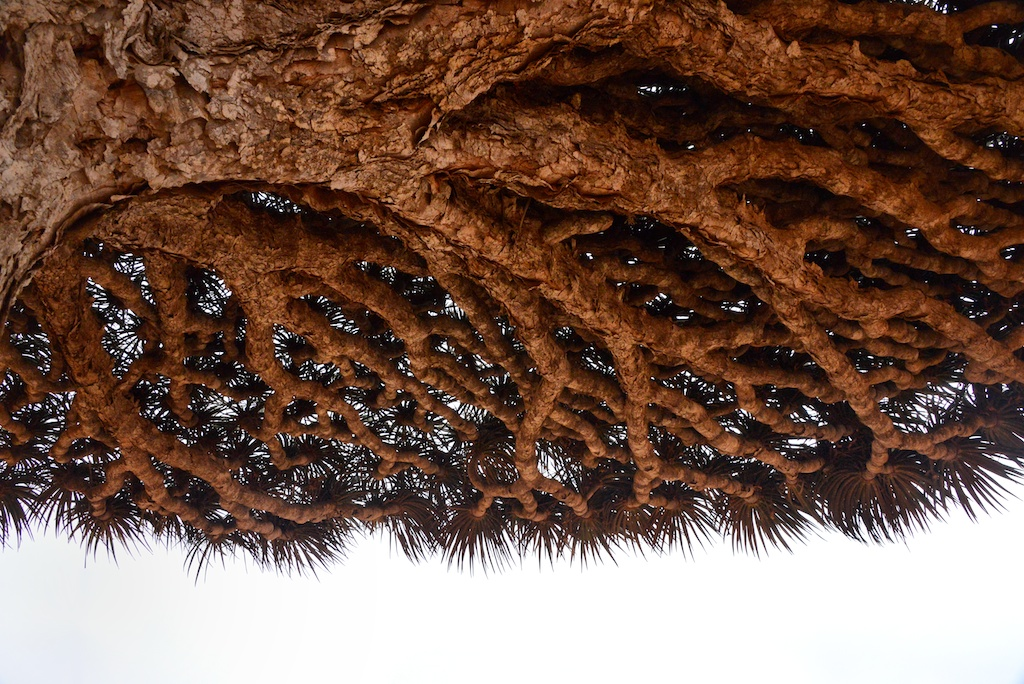
Branches de dragonnier évoquant de gros serpents drakon en train de ramper

En ce qui concerne le terme de sang de dragon venant de αἷμα δρακόντιον, aima drakontion, Trinquier remarque que le diminutif drakontion (dérivé de drakôn serpent) est très souvent employé pour désigner des plantes ayant quelques ressemblances avec des serpents (ainsi la serpentaire Dracunculus vulgaris nommée drakontion, tient son nom de sa tige tachetée comme la peau d'un serpent, suivant l'explication donnée par Théophraste lui-même). L'explication la plus vraisemblable de la motivation de drakontion serait l'aspect des branches du Dracaena évoquant les sinuosités de gros serpents en train de ramper.
Sur le même sujet, l'encyclopédiste romain Pline (23-79) écrivant à peu près à la même époque que Dioscoride, ne mentionne pas le terme de « sang de drakontion/dragon » mais de saniem draconis « sanie [matière purulente] de dracone/serpent ». Et comme souvent avec Pline, le récit est empreint de merveilleux et de fantastique, sans qu'on sache s'il croyait vraiment à ses récits fantastiques. Il indique dans Naturalis Historia
| Les Indiens appellent ainsi la sanie d'un serpent écrasé sous le poids d'éléphants mourants, mélangé au sang de l'un et l'autre animal, comme nous l'avons dit ; et il n'y a pas de couleur qui, dans la peinture, rende le sang de façon plus appropriée. Cette autre cinnabaris est de la plus grande utilité dans les antidotes et les médicaments. (Hist Nat. XXXIII, 115-116, trad. de Trinquier) |
La sanie est une matière purulente d'odeur fétide, plus ou moins mêlée de sang, produite par des ulcères non soignés et des plaies infectées (définition du CNRTL). Trinquier a traduit draconis par « serpent » mais beaucoup d'auteurs ont choisi de traduire par « dragon ». Ainsi Schmitt, dans l'édition de la Pléiade choisit « sanie d'un dragon écrasé sous le poids d'un éléphant mourant ».
Ces dénominations pourraient s'expliquer par l'arrière-plan mythique de l'époque. Le « sang du serpent drakon » s'inscrit sans heurt dans une série de notices relatives à la faune indienne, plus précisément à des animaux rampants dont le corps fournit des liquides aux propriétés étonnantes.
Les manuscrits latin des ouvrages de Dioscoride et de Pline continueront à circuler en Europe jusqu'à l'époque moderne et répandront constamment ces récits.
Ainsi au fil des siècles, le grec aima drakontion (sans qu'on sache si l'emploi de drakontion désigne littéralement un véritable reptile ou renvoie métaphoriquement à un arbre) et le latin saniem draconis seront traduit dans le lexique scientifique latin des apothicaires par sanguis draconis lequel donnera en français sang-de-dragon (puis sang-dragon). On passe ainsi imperceptiblement du grec drakon « serpent de grande taille » au latin draco, onis « serpent fabuleux, dragon » (Gaffiot) puis au français dragon « monstre fabuleux, à queue de serpent ».
L'ouvrage de matière médicale de Dioscoride fut traduit du grec en arabe à Bagdad au milieu du IXe siècle et devint le fondement de la pharmacopée musulmane. Une version améliorée de la traduction vit le jour à Cordoue, dans l'Espagne musulmane Al-Andalus, aux XIIe – XIIIe siècles. Le sang-de-dragon était un remède connu et utilisé par les médecins andalous. Le chirurgien Abu Al-Qasim (Albucasis) 940-1013 de Cordoue, indiquait qu'il fallait pour traiter les blessures, suturer les lèvres et « y répandre du sang-dragon et de l'encens pulvérisés ». Le directeur du jardin botanique de Séville, Abulhayr Al-Isbili, décrit une plante qu'il nomme hayuzran en arabe andalou, correspondant au palmier lianescent de Malaisie le Calamus rotang, c'est-à-dire le Daemonorops draco d'Indonésie. Sans voie maritime directe, le sang-de-dragon venait avec les épices des ports du Levant et d'Égypte où il était acheminé par les marchands musulmans.
Le riche savoir pharmacologique perdu de l'Antiquité, va finalement revenir en Europe via le monde musulman.
Le premier médecin européen à se réapproprier la médecine savante gréco-romaine, qui est d'ailleurs un Catalan, Arnaud de Villeneuve, (1240-1311), mentionne dans certains de ses remèdes le sanguis draconnis.
Toutefois, si le remède était connu des médecins de la Renaissance, il était rare et cher. Le médecin Symphorien Champier (1471-1539) avoue avoir du mal à se procurer du sang-dragon car il « est moult cher, et [il] ne s'en trouve guère et spécialement du bon et non sophistiqué, car celui que communément vendent les apothicaires est faux et adultéré » (Le Myrouel des apothicaires, 1525). Le besoin de nouvelles sources se fait donc fortement sentir à cette époque.

### À partir duXVesiècle
À la suite des grandes explorations maritimes européennes des XVe – XVIIe siècles, les Européens s'installent dans des contrées lointaines, et souvent démunis des remèdes européens qu'ils connaissaient, doivent recourir aux remèdes locaux. Pour répondre à une demande, les médecins et les naturalistes commencent à faire l'inventaire des plantes médicinales et à expérimenter les remèdes locaux.
À la même époque, deux innovations essentielles font progresser la botanique descriptive : constitution d'herbier permettant de garder des spécimens de référence et réalisation d'illustrations réalistes d'après nature. Les diverses parties du végétal sont analysées, les bases de la morphologie végétales sont établies alors que pendant des siècles, la botanique n'avait été qu'un travail de compilation d'ouvrages anciens.
Deux pionniers se distinguent dans l'exploration naturaliste des terres nouvelles, en donnant très tôt des descriptions et illustrations de qualité des flores tropicales, dans des conditions très difficiles:
- l'Espagnol Francisco Hernández, envoyé par le roi d'Espagne Philippe II, explore la région de Mexico entre 1571 et 1577,

- le Germano-néerlandais Rumphius parti avec la Compagnie néerlandaise des Indes orientales, s'installe dans l'île d'Ambon (Indonésie actuelle) en 1654, et se prend de passion pour la flore tropicale.

De manière surprenante, on trouve dans leurs témoignages botaniques, venus des deux extrémités opposées du monde connu, des plantes qu'ils rapportent au sang-de-dragon de la « pharmacopée traditionnelle européenne ».
Les plantes médicinales américaines et asiatiques font alors irruption sur le marché des remèdes européens, mais le passage par les structures collectives impliquant marchands, apothicaires et médecins, se fait avec une perte d'information substantielle les concernant. Aux siècles suivants, les apothicaires européens décrivent régulièrement quatre sources végétales principales du sang-de-dragon :
- le dragonnier des Canaries, et trois plantes venant des « Indes »

- des Indes orientales, le palmier sang-dragon (d'Indonésie) décrit par Rumphius,

- des Indes occidentales, le Croton draco (et d'autres Croton) une Euphorbe décrite par Hernández au Mexique et

- le Pterocarpus officinalis une Fabacée d'Amérique tropicale.

Les dénominations botaniques binomiales latines, linnéennes et modernes, resteront longtemps inconnues des apothicaires et médecins qui utiliseront la terminologie des premiers explorateurs botanistes pré-linnéens, forcés de s'appuyer sur les appellations en langue locale nahuatl, malais etc.
Ces différentes espèces ne recevront une description botanique valide que tardivement, après avoir été longuement utilisées en Europe. Si bien que les apothicaires achètent du sang-dragon sans vraiment connaître l'identité botanique de la source:
« Il seroit bien difficile de dire en quoi consiste la différence des sucs que l'on tire de ces différentes plantes, si toutefois il y a quelque différence; car on ne distingue point la variété de ces sucs dans les résines seches qu'on nous envoie; ce qu'il y a de sûr, c'est que le vrai sang-dragon ne se dissout point dans l'eau, mais dans l'esprit-de-vin & dans les substances huileuses (Encyclopédie t. 14, 1765) ».
Abordé comme un remède plutôt que comme une plante, le sang-dragon sera longtemps considéré comme une marchandise sans identité botanique.
Un sang-dragon de bonne qualité se présente comme une résine rouge brun foncé, fragile, à cassure luisante et rouge. Il prend une belle couleur vermillon quand il est pulvérisé ou raclé.

#### Dragonnier des Canaries

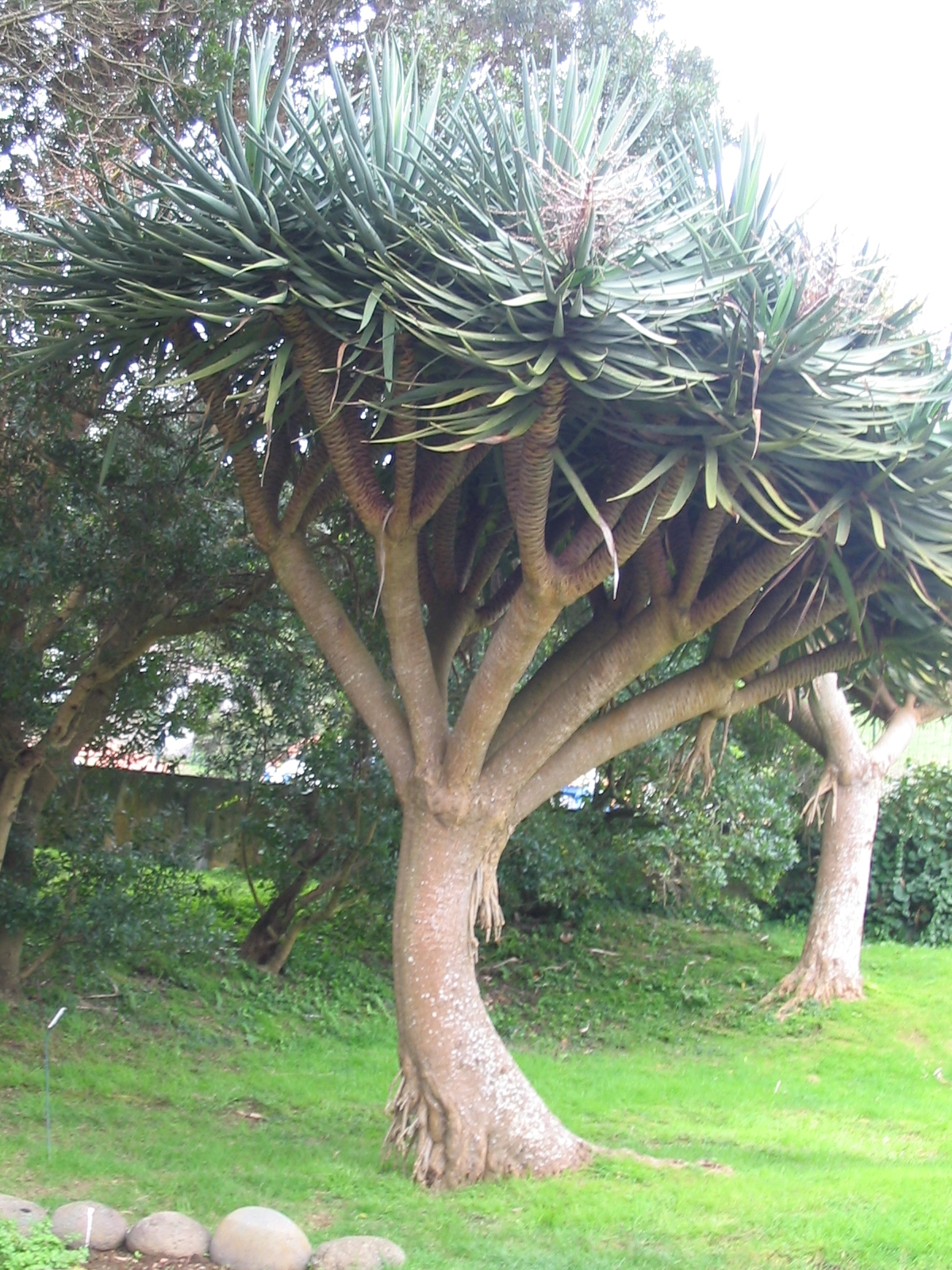
Dragonnier des Canaries. Le Draco arbor décrit par Charles de l'Écluse (Clusius) en 1576, puis nommé Dracaena draco par Linné en 1767. La résine rouge qui s'écoule des blessures est produite par les cellules parenchymateuses.

La première description du dragonnier des Canaries se trouve dans le récit de Histoire de la première descouverte et conqueste des Canaries, faite dès l'an 1402 par messire Jean de Béthencourt et traicté de la navigation... où des explorateurs français visitent les îles de La Palma et de Tenerife, garnies disent-ils, de « dragonniers portant sang de dragon », troquent du « sang de dragon » dans un port de Grande Canarie. Ils remarquent que « vers le plein de la Lune, ces arbres suent une gomme claire & vermeille, qu'ils appellent sangre de Dragon, qui est beaucoup plus excellente & astringente que le sanguis Draconis, que nous avons de Goa & des autres parties des Indes Orientales » (p. 248) trop souvent falsifiées.
On trouve dans ce texte une occurrence en français du terme sang de dragon calquée sur le terme espagnol. 
Les premières attestations viennent d'Aldebrandin de Sienne, ca 1256 [1911] : 55 ; du Ménagier, 1393, II, III : 141 et des Simples médecines, XIIIe : 1070.
Le navigateur vénitien Alvise Ca’ da Mosto, envoyé par Dom Henrique dit Henri le Navigateur, lui aussi mena des expéditions le long des côtes africaines à partir de 1434. Dans le récit de ses Voyages en Afrique noire d'Alvise Ca' da Mosto: 1455 et 1456, il indique qu'en 1455, dans l'île de Porto Santo (archipel de Madère où le dragonnier Dracaena draco est présent) on produisait du sang-de-dragon en incisant un certain type d'arbre, « une gomme s'écoule de ces entailles qu'on fait cuire et purger; c'est alors qu'elle devient du sang-de-dragon » (p. 30). Avec le sucre, c'était une marchandise transportée par les marins.
Ainsi, les témoignages des navigateurs français et vénitiens concordent pour dire qu'il existait au XVe siècle un commerce maritime du sang-de-dragon tiré du Dracaena draco au large des côtes africaines.
Le Siennois Mattioli (1501-1577) publia en 1544 à Venise, une traduction commentée en italien de Materia medica de Dioscoride. Dans cette contribution significative au travail du pharmacologue grec (traduite en français par Jean Ruel en 1554), Mattioli se rend compte de la difficulté d'interpréter le kinnabari de la section V, 94 (présentée ci-dessus) comme le cinabre minéral. Il propose donc que le « cinabaris de Dioscoride » soit le « sang de dragon des apothicaires », à savoir une gomme obtenue en incisant un certain arbre d'Afrique, tel que le rapporte le navigateur vénitien Alvisse Ca' da Mosto.
Pour Mattioli, l'origine végétale du sang-de-dragon ne fait pas de doute, car l'erreur de Pline est de croire que le sang-de-dragon serait « le sang d'un dragon, beste trécruelle, écrasée de la pesanteur d'un éléphant » comme certains faussaires s’efforcent de le faire croire à partir d'un mélange de sang de bouc, de briques broyées, de cornes et de terre rouge. L'expérience montre clairement, dit Mattioli, qu'il est astringent, et peut être recommandé « aux flux des femmes, aux dysenteries, aux crachements de sang ».
En 1576, un médecin botaniste flamand pré-linnéen, Charles de l'Écluse (dit Carolus Clusius) en donne une description et illustration, dans une flore d'Espagne. Il nomme l'arbre Draco arbor et la résine qu'on en tire Sanguis Draconis.
Les apothicaires des siècles suivants vont continuer à prescrire du sang-de-dragon tiré du dragonnier des Canaries. L'Encyclopédie de Diderot (1765) donne sous l'entrée sang-dragon, une description des sources végétales exempte de tout fantastique. La première espèce, le draco arbor Clusii, qui croît dans les îles des Canaries et de Madère, sera nommée Dracaena draco par Linné en 1767, que Lamarck traduit en 1803 par le dracène sang-dragon (Dracaena draco, L.) et classe dans la famille des Asparagoïdes.
La source canarienne du sang-de-dragon va cependant se tarir au XIXe siècle. Par surexploitation, probablement. Le pharmacien Guibourt ne le dit pas. Il indique cependant que le sang-dragon tiré du Dracaena draco « qui parait avoir été exploité par les Espagnols, dans les premiers temps de leur domination; mais depuis très longtemps on a cessé de le récolter, et même aux îles Canaries il est impossible aujourd'hui de s'en procurer la moindre quantité » (1876). Actuellement (en 2017), l'espèce est sur la liste rouge IUCN des espèces en danger de disparition.

#### Les crotons sang-dragon d'Amérique

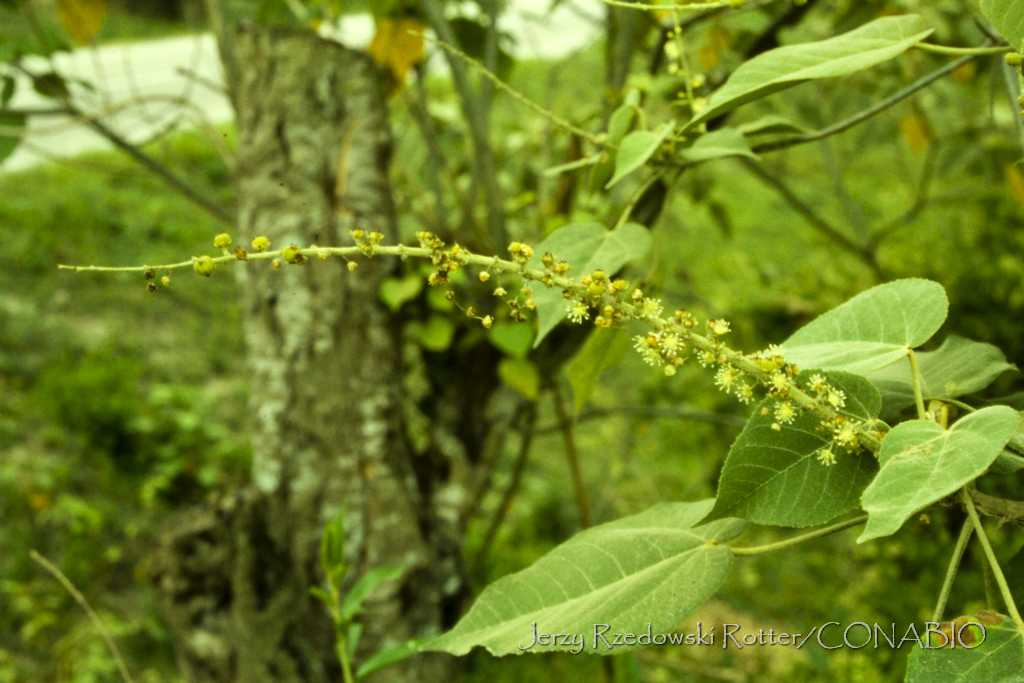
Le ezquahuitl décrit par Hernandez vers 1577, sera nommé Croton draco par Schlechtendal et Chamiso en 1831. Des cellules spécialisées de l'écorce produise un latex rouge, riche en terpénoïdes

Les Espagnols commencent la colonisation de la Mésoamérique en 1519. Peu de temps après la conquête, ils lancent une grande enquête (inquisita) pour mieux connaître toutes les ressources naturelles, les voies de communication, la démographie etc.
Entre 1571 et 1577, le médecin Francisco Hernández est envoyé en mission d'exploration scientifique dans la région de Mexico où il collecte des spécimens de plantes et s'informe auprès des populations locales de leurs utilisations médicinales. Ne faisant pas confiance à la médecine des indigènes, il expérimente sur des malades les remèdes locaux.
Dans son Histoire naturelle de Nouvelle-Espagne écrite en latin, il choisit de garder les noms nahuatl des espèces. Il indique ainsi :
« L'ezquahuitl est un grand arbre, avec de grandes feuilles angulaires comme celles du molène. Il exsude une sève connue sous le nom de Sang de Dragon, d'où il tire son nom, car ezquahuitl signifie « arbre du sang ». Il croît dans Quauhchinanco (est de Mexico). La nature de sa sève est froide et astringente; il rend les dents solides, prévient les flux, et possède en somme, les mêmes vertus, la même apparence et les mêmes applications, que le sang de dragon des Canaries... » (Hist. nat. Nv-Esp.).
Si après expérimentation sur des malades, Hernandez catégorise les nouvelles matières médicales par rapport aux classes de la pharmacologie traditionnelle européenne, il doit recourir au niveau de la nomenclature à une appellation en langue indienne nahuatl.
Au siècle suivant, le missionnaire naturaliste Bernabé Cobo qui explore la région de l'actuelle Bolivie, indique que le meilleur ezquahuitl donnant du sang-dragon vient de la province de Carthagène des Indes (Colombie actuelle).
Pendant les siècles suivants, les pharmaciens européens utiliseront un sang-dragon américain, qu'ils ne sauront pas mieux identifier que par le terme nahuatl-latin « ezquahuilt, seu sanguinis arbor ». Finalement en 1831, la description botanique correcte de Croton draco sera faite en Allemagne, par les botanistes Schlechtendal et Chamiso, en basant leur étude sur des spécimens rapportés par Schiede (1798-1836) and Deppe (1794-1861),.
Quand la longue quête de l'identité botanique des sources végétales (Croton draco , Croton lechleri) aboutira au XIXe siècle, déjà la pharmacologie chimique aura fait de tels progrès qu'elle commencera à remplacer les plantes médicinales par des remèdes chimiques. La chimie rendait caduques les connaissances botaniques qui permettaient de lutter contre les falsifications.

#### Le palmier sang-dragon d'Asie du sud-est

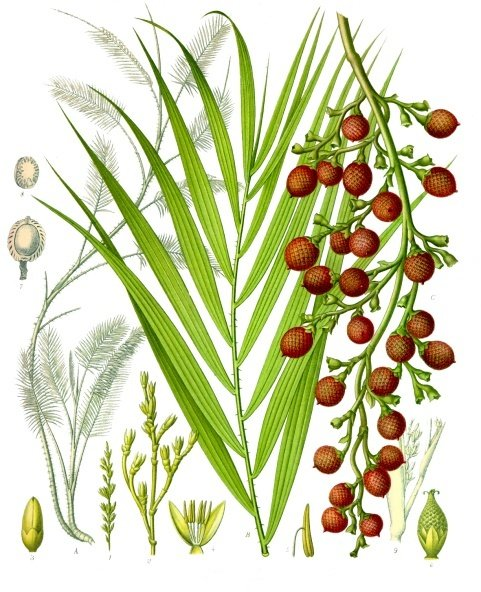
Palmier sang-dragon, le Palmijuncus Draco de Rumphius et en malais Rottang Djerenang, puis nommé par des botanistes Daemonorops draco en 1836. La résine rouge foncé qui recouvre les fruits est récoltée.

Le cinnabaris d'Inde mentionné par Pline pourrait comme nous l'avons vu, renvoyer à la résine du dragonnier de Socotra, d'après les informations données par le Périple de la mer Érythrée (Ier siècle).
Mais il pourrait aussi correspondre au palmier sang-dragon, Daemonorops draco, originaire de Sumatra et Bornéo. Bien qu'il semble ne pas y avoir eu de contact direct entre le bassin méditerranéen et l'Asie du Sud-Est durant l'Antiquité, les produits de cette région parvenaient en Europe via l'Inde du Sud et Ceylan. On ne peut donc exclure complètement que du sang-dragon malais ait accompagné les épices provenant de l'Insulinde.
Aux XVe – XVIe siècles, les navires portugais ouvraient la voie maritime des Indes orientales. Mais à la différence des Espagnols en mer des Caraïbes, l'entrée des Portugais dans l'océan Indien ne créa pas d'échanges totalement nouveaux. L'Europe du Moyen Âge était très demandeuse d'épices que seule l'Asie méridionale pouvait fournir. Les navires indiens, iraniens et arabes ramenaient d'Inde et d'Asie du Sud-Est jusqu'au Golfe Persique, les marchandises, qui ensuite étaient acheminées par caravanes terrestres via Alep et Damas jusqu'au ports du Levant, où les navires génois, catalans et vénitiens venaient les chercher. En ouvrant une voie maritime directe, les Portugais diminuaient considérablement les frais de transport.
Avant cette époque, il a toutefois été observé qu'aucun des premiers voyageurs occidentaux dans cette région, ne mentionne de production de sang-dragon. Ni le voyageur marocain Ibn Batouta qui visite Java et Sumatra entre 1325 et 1349, ni le voyageur portugais Duarte Barbosa, observateur attentif des marchandises produites, qui navigua dans l'archipel indonésien vers 1514, ne mentionne la production de sang-de-dragon dans cette région.
Il existe aussi une source chinoise d'informations concernant l'Asie du Sud-Est, l'Inde et l'Arabie, collectées au cours d'une série de sept voyages lointains effectués sous le commandement de l'amiral Zheng He (郑和) au début du XVe siècle. Entre 1405 et 1433, Zheng He visite Palembang (Sumatra), Malacca (Malaisie), le Siam, puis beaucoup plus à l'ouest, il pousse jusqu'au Yemen, La Mecque et les côtes orientales de l'Afrique. Son fidèle compagnon de route, Ma Huan (馬歡), musulman comme lui, note consciencieusement pour chaque pays visités, la liste des productions locales. À plusieurs reprises, Ma mentionne le xue jie 血竭 (morphologiquement xue « sang » et jie « desséché »), terme chinois traduit habituellement par sang-dragon, sans qu'on sache exactement de quelle plante était tiré ce produit. Le Siam produit divers types d'encens et du xue jie, nous dit Ma Huan, interprété par Mills son traducteur, comme soit de la gomme rouge produite par certains Ptérocarpus africains soit de la résine du palmier sang-dragon. Lorsque Ma donne l'inventaire des dons fait par un roi du sud de la Péninsule arabique à l'amiral, il liste : encens, sang-dragon/xue jie, aloes, myrrhe etc. Le xue jie est alors vraisemblablement la résine de Dracaena cinnabari, le dragonnier Socotra. Par contre dans la région de Sumatra où croît naturellement le palmier sang-dragon, la liste des productions relevées à Palembang (Jiugang 舊港), comprend nombre d'encens, de bois odoriférants et de cire d'abeilles mais pas le moindre xue jie ! Même chose à Java (Chaowa).
La Chine avait des relations commerciales et diplomatiques avec l'Indochine et l'Insulinde dès les Song aux Xe – XIIe siècles. Il y eut aussi un fort courant d'émigration des provinces de Chine du Sud vers les grandes îles de la région.
Au XVIIe siècle, le botaniste Rumphius, installé en Indonésie, indiquera que le sang de dragon tiré du palmier Rottang Djerenang est exporté en Chine par les commerçants chinois. On sait en effet que les marchands chinois, indiens et arabes ont longtemps fréquenté les ports de Sumatra et Java, bien avant les Européens.
Citons enfin une source européenne oubliée depuis longtemps et qui commence à être étudiée: il s'agit d'un texte arabe de l'Espagne musulmane, la Umdat at-tabib écrite par Abulhayr Al-Isbili à Séville au XIIe siècle. L'espèce indienne nommée la hayuzran correspond au rotang (Calamus rotang L. ou espèces voisines) dont les fruits exsudent une résine rouge astringente, le sang-de-dragon de Malaisie.
La première description européenne du mode de production du sang-dragon et du palmier rotang qui le produit, est l'œuvre d'un commerçant germano-néerlandais Rumphius (1627-1702) venu avec la Compagnie néerlandaise des Indes orientales dans l'île d'Ambon (Indonésie), le centre du commerce des épices. Là, il se prend de passion pour la flore et la faune locale et entreprend d'en fournir une description complète. Son ouvrage l'herbier d'Ambon ne donne pas seulement des informations botaniques avec des illustrations d'après nature mais regorge aussi de renseignements sur les phytonymes locaux, les modes de production des marchandises tirées des végétaux, les coutumes locales, la géographie etc.
Il décrit comment les indigènes de Sumatra récoltent les fruits mûrs tombés à terre, les secouent vivement dans un mortier à riz pour détacher la gomme superficielle, puis les chauffent et les malaxent en galettes. La poudre sèche détachée des fruits peut être longuement conservée dans des sacs. Les peintres la fixent avec une eau gommeuse, pour fabriquer une belle couleur rouge.
Selon Rumphius, le sang-dragon était exporté en Chine par des commerçants chinois. Il fut ensuite exporté en Europe, via la Chine, à partir de 1800.

#### Les Ptérocarpes sang-dragon

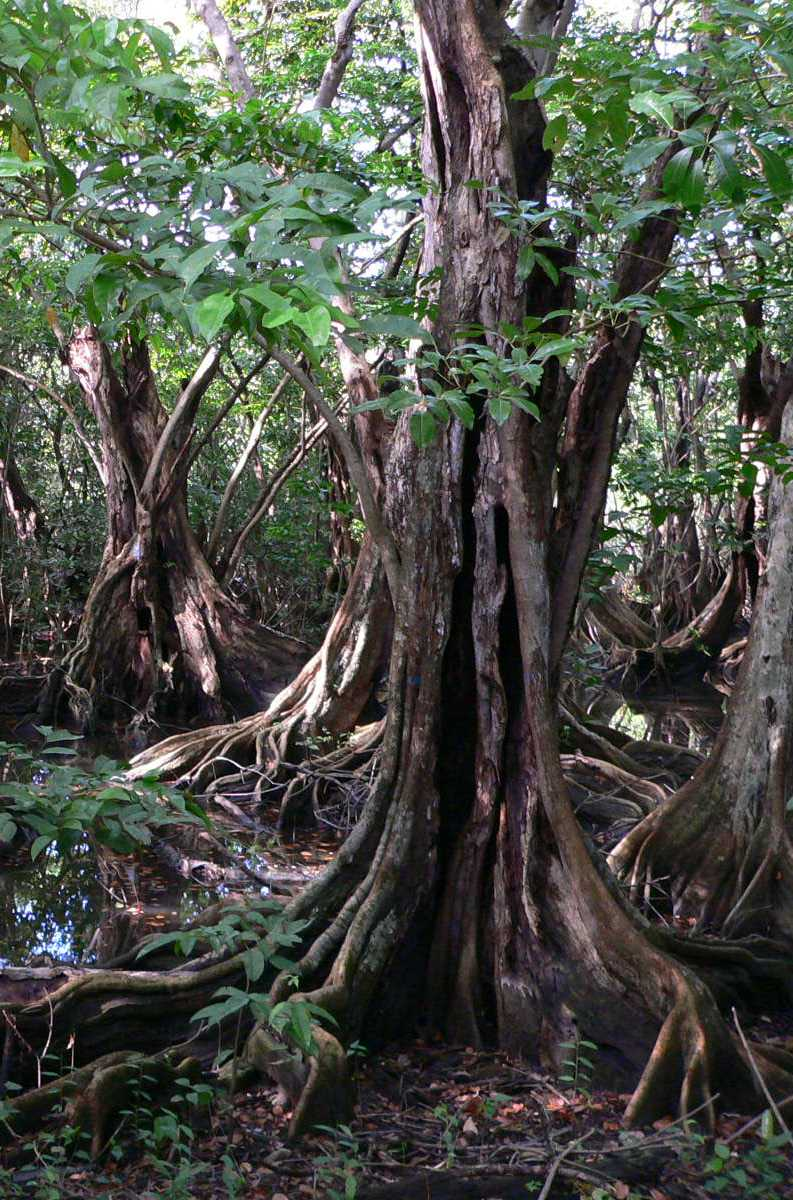
Pterocarpus officinalis

Les Espagnols pénètrent au Pérou à partir de 1531. La vice-royauté du Pérou, créée par Charles Quint, couvrira une bonne partie de l'Amérique du Sud.
Les premières études des plantes furent menées en Bolivie par Bernabé Cobo (1582-1657). Si ses travaux ne conduisirent pas à la découverte d'une nouvelle espèce productrice de sang-de-dragon, on notera cependant qu'il mentionne un arbre du type de celui signalé par Hernandez mais qui vient de la Province de Carthagène des Indes.
Au XVIIIe siècle, on trouve sur le marché pharmacologique d'Europe, du sang-dragon tiré d'un arbre de la famille des Légumineuses, très abondant dans le royaume de Santa Fé, aux environs de Carthagène,. Là, les grands Pterocarpus draco L. (ou Pterocarpus officinalis Jacq.) produisent par incision du tronc une gomme rouge que les apothicaires tentent de rapporter au sang-de-dragon dioscoridien.
Ces Pterocarpus officinalis croissent aussi en Guadeloupe où ils reçoivent en créole le nom de sang-dragon.
La première tentative de description revient à Jan Commelijn 1629-1692, un botaniste néerlandais prélinnéen qui cultive dans le jardin botanique d'Amsterdam les plantes exotiques ramenées par les marins. Sous le nom de Draco arbor indica siliquosa populi folio, il décrit et illustre un arbre semblable à un Pterocarpus, qui pense-t-il, croît dans l'île de Java : aussi avec de telles informations, les botanistes ne s'accorderont pas sur l'espèce précise de ptérocarpe concernée.
Il faut attendre le XVIIIe siècle, là encore, pour avoir des descriptions botaniques valides. Le botaniste néerlandais Jacquin, travaillant en Autriche, participe à une expédition scientifique dans les Caraïbes et l'Amérique centrale de 1754 à 1759. C'est le premier a donner une description botanique du Pterocarpus officinalis, à partir d'un spécimen observé sur le terrain (précisément dans l'île de Tierra Bomba au large de Carthagène des Indes). Il le rapporte au Draco arbor indica siliquosa populi folio de Commelijn.
Après incision du tronc, s'écoule une résine qui sèche en larmes roussâtres. Ce sang-dragon est bien moins estimé que celui tiré du palmier sang-dragon.
Le professeur de médecine Jean-Louis Alibert observe que ce sang-dragon, riche en tanin, n'est pas très efficace comme antihémorragique. « J'ai administré plusieurs fois la résine de Sang-Dragon dans les hémorragies passive de l'utérus. Cette substance n'a été suivie d'aucun résultat heureux. Il est néanmoins des praticiens qui ont été plus satisfaits. Toutefois, il faut l'avouer, sa réputation est un peu déchue » (Alibert, 1808).

#### Du sang-dragon aux tanins

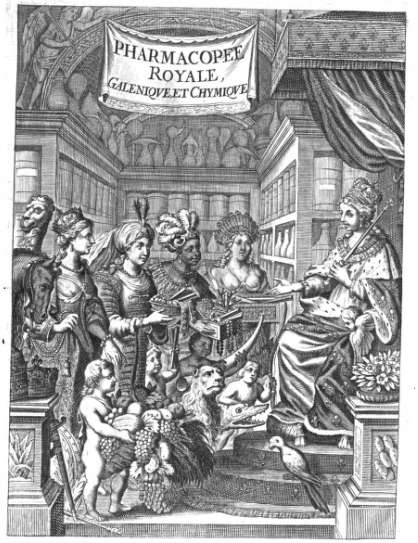
Frontispice de Moyse Charas, Pharmacopée royale, galénique et chimique, 1676. La pharmacopée est à la rencontre de deux phénomènes:
- L'ouverture sur le monde:
Allégorie des Quatre parties du monde: dans le laboratoire de l'apothicaire, l'Europe, l'Asie, l'Afrique et l'Amérique offrent une profusion de ressources à la Pharmacopée royale (de Louis XIV)
- Le développement de l'analyse chimique des remèdes bouscule l'ancienne médecine galénique.

Après les progrès remarquables de la chimie au XVIIIe siècle, les pharmaciens recourent à l'analyse chimique de leur matière médicale afin d'identifier les substances thérapeutiquement actives. Le tanin est reconnu comme un des principes essentiels du sang-dragon. Le pharmacien Schwilgué détecte la présence de beaucoup de tanin dans le sang-dragon extrait du Pterocarpus officinalis mais aussi dans le kino (extrait d'autre Ptérocarpes) et le cachou (extrait de Mimosa catechu L.). Il remarque
« Sang-dragon (extrait de Pterocarpus draco L.) : ...Lorsqu'il est pur, il contient beaucoup de tannin insoluble dans l'eau froide, un peu de résine, et sous ce rapport il se rapproche des précédents [le kino et le cachou]. On peut l'administrer sous la même forme. (Traité de matière médicale, 1808) »
Après s'être aperçu que la racine de la tormentille, une plante bien de chez nous, contient aussi du tanin, il peut même poursuivre ses déductions logiques:
« Ces racines indigènes contiennent, en grande quantité, le tanin insoluble dans l'eau froide; leur extrait préparé par décoction peut, sous ce rapport, remplacer absolument le cachou, le kino et le sang-dragon »
Le discours chimique peut ainsi dresser une barrière rationnelle face aux charmes envoutants des plantes exotiques ou de la terminologie symbolique ensorcelante du sang et des dragons.
Au tournant du XXIe siècle, l'avancement du processus de désenchantement du monde provoque par réaction un engouement sans précédent pour les médecines non conventionnelles

## Liste des sources botaniques de sang-dragon
- Croton draconoides Müll.Arg.
- Croton draco Schltdl. & Cham.
- Croton lechleri Müll.Arg.
- Croton urucurana Baill.
- Croton xalapensis Kunth
- Daemonorops draco Blume
- Daemonorops didymophylla Becc.
- Daemonorops micranthus Becc.
- Daemonorops motleyi Becc.
- Daemonorops rubra (Reinw. ex Blume) Mart.
- Daemonorops propinquus Becc.
- Dracaena cinnabari Balf.f.
- Dracaena cochinchinensis Hort. ex Baker
- Dracaena draco L.
- Pterocarpus officinalis Jacq.